# Hans Aerts
Hans Aerts, né le 28 septembre 1958 à Balen en Belgique, est un compositeur belge.

## Biographie
Hans Aerts obtient une médaille en clarinette et piano à l'Académie de musique de Mol, puis poursuit ses études musicales au Conservatoire royal d'Anvers avec Walter Boeykens en clarinette, Marc Verhaegen en harmonie et August Verbesselt en analyse. Il entre au Conservatoire de Bruxelles en classe de contrepoint et fugue avec Rafaël D'Haene, et termine enfin son cursus en classe de composition avec Piet Swerts à l'institut Lemmens à Louvain.
Il obtient des prix en 1984 (mention honorable au Clarinet Choir Composition Contest de l'université du Maryland), en 1993, 1995 et 2005 (premier prix au Cantabile Composition Competition for the three piano works). En 1999, sa chanson 'Tranen' (texte écrit par Guido Gezelle) pour soprano, clarinette en Sib et piano est sélectionnée dans une compétition organisée par la ville de Roulers.
Aujourd'hui, Hans Aerts est compositeur et professeur de clarinette et de musique de chambre à l'Académie de musique et de danse de Turnhout. Ses œuvres sont principalement issues du style romantique, pour la plupart tonales, de forme traditionnelles (sonates et ABA).

## Œuvres

### Musique de chambre
- 1980 : Prelude and Scherzo for clarinet and piano
- 1980 : 4 Jaargetijden for 3 clarinets in B-flat and bass clarinet
- 1981 : Chamber concerto for piano and 9 solo instruments
- 1982 : Kleine pastorale fantasie for clarinet choir
- 1982 : Quartet for 3 clarinets in B-flat and bass clarinet
- 1983 : Minuet for 3 clarinets in B-flat
- 1984 : Sonata for clarinet in B-flat and piano

### Musique pour piano seul
- Sonatina nr. 1 in B (1980)
- Sonatina nr. 2 in F (1981)
- 2 Romantische stukken (1981)
- Sonata (1982)
- 2 Impromptus (1983)
- 9 Preludes (1985)
- If ever it will be spring again (1986)
- 6 Preludes (1987)
- Suite miniature (1989)
- Berceuse triste – Canzonetta (1993)
- Rondino (1995)
- Melopee (1996)
- Légende (1996)
- Toccata (1997)
- Sonatine (1998)
- Night piece (1999)
- Dancing girls (2002)
- Suite for piano 4h (2002)
- Sentimental Waltz (2003)
- 10 Pieces for children (2003)
- Variations on a song (2004)
- Nocturnal dance (2005)
- Promenade (2005)